# Конопка, Харальд
Харальд Конопка (нем. Harald Konopka; 18 ноября 1952, Дюрен, ФРГ) — немецкий футболист, выступавший на позиции защитника.

## Карьера

### Клубная
Конопка присоединился к первой команде «Кёльна» в 1971 году, выиграв в этом же году юниорскую Бундеслигу до 19 лет. За 12 лет в «Кёльне» Конопка выиграл три кубка Германии, дважды становился серебряным призёром Бундеслиги. Он был частью той команды под руководством Геннеса Вайсвайлера, которая в сезоне 1977/78 выиграла золотые медали Бундеслиги и кубка Германии.
Проведя сезон 1983/84 в дортмундской «Боруссии», Конопка завершил карьеру, в которой он сыграл 352 игры в Бундеслиге и забил 21 гол.

### Национальная
Карьера Конопки в сборной Германии была коротка, так как он сыграл лишь в двух играх, однако был вызван в сборную на чемпионат мира 1978 года. Дебютировал в сборной Конопка в матче против итальянцев, выйдя на замену вместо своего товарища по «Кёльну» Херберт Циммермана. Почти год спустя Конопка сыграл в своём втором и последнем матче за сборную Германии — против сборной Исландии (3:1).